# Ribafeita
Ribafeita es una freguesia portuguesa del concelho de Viseu, con 18,59 km² de superficie y 1.461 habitantes (2001). Su densidad de población es de 78,6 hab/km².